# Morte in Vaticano
Morte in Vaticano è un film del 1982 diretto da Marcello Aliprandi.
Ispirato al romanzo di Maurice Serrault e Max Savigny, è stato realizzato a quattro anni di distanza dalla morte di papa Giovanni Paolo I.

## Trama
Sono gli anni ottanta e il Vaticano è teatro di un complotto al cui centro è la figura di papa Giovanni Clemente I, al secolo monsignor Andreani.
Il Pontefice è sotto accusa per i suoi modi rivoluzionari e la sua visione di una Chiesa di poveri per i poveri: un Papa così "rivoluzionario" non può che portare la Chiesa stessa alla distruzione e deve quindi essere fermato.
Sullo sfondo della vicenda si staglia un'antica amicizia tra il Pontefice e don Bruno Martello, un tempo teologo controcorrente e ora integralista esacerbato e pericoloso.
La differenza di vedute incrina fatalmente il rapporto tra i due uomini: le azioni violente di don Martello, deciso a punire esemplarmente il Papa, verranno influenzate dalla sotterranea cospirazione vaticana per il mantenimento del potere clericale.